# Алба (Тексас)
Алба (енгл. Alba) град је у америчкој савезној држави Тексас. По попису становништва из 2010. у њему је живело 504 становника.

## Демографија
Према попису становништва из 2010. у граду је живело 504 становника, што је 74 (17,2%) становника више него 2000. године.
| Група             | 2000.       | 2010.       |
| Белци             | 420 (97,7%) | 448 (88,9%) |
| Афроамериканци    | 2 (0,5%)    | 2 (0,4%)    |
| Азијати           | 0 (0,0%)    | 0 (0,0%)    |
| Хиспаноамериканци | 5 (1,2%)    | 37 (7,3%)   |
| Укупно            | 430         | 504         |